# Tom Taylor (rugby à XV)

a Compétitions nationales et continentales officielles uniquement.

b Matchs officiels uniquement.
Dernière mise à jour le 7 juin 2020.
Thomas James Taylor dit Tom Taylor, né le 11 mars 1989 à Christchurch, est un joueur néo-zélandais de rugby à XV qui évolue au poste de demi d'ouverture et pouvant évoluer au centre ou à l'arrière.

## Biographie
Tom Taylor est issu d'une famille où le rugby a une grande importance. Celle-ci compte notamment dans ses rangs la présence de son père Warwick Taylor, qui joue au centre de l'attaque de Canterbury de 1982 à 1990 et des All Blacks de 1983 à 1988, ainsi que son oncle Murray Taylor qui est également international All Blacks au poste de demi d'ouverture de 1979 à 1980. Il fait partie de l'équipe des All Blacks des moins de 20 ans qui remporte le Championnat du monde junior en 2009, aux côtés de Zac Guildford et d'Aaron Cruden. Il fait ses débuts pour Canterbury en 2011 contre North Otago. Il s'entraîne déjà dans le groupe des Crusaders à ce moment-là, et fait donc partie de l'équipe qui remporte le NPC en 2011. Il intègre le groupe des Crusaders dès 2012 et dispute son premier match face aux Cheetahs, suppléant notamment Dan Carter dans le rôle de buteur pendant son absence pour blessure. Il débute au sein des All Blacks le 24 août 2013 à l'occasion d'un match contre l'Australie. Il dispute deux autres matchs durant cette année 2013, en octobre face à l'Australie, puis en novembre face au Japon.
En mars 2015, il signe un contrat de trois ans en faveur du club français de l'Aviron bayonnais. Avec la rétrogradation du club basque en Pro D2, il rejoint finalement un autre club du championnat de France, le Rugby club toulonnais, sous la forme d'un prêt d'une saison. Selon Mourad Boudjellal, le président toulonnais, Son arrivée est prévue pour la fin de la coupe du monde.
À la fin de son prêt dans le Var, il décide de ne pas honorer son contrat avec l'Aviron bayonnais qui, entre-temps, est de retour en Top 14. Il reste en France et s'engage le 15 juin 2016 avec la Section paloise . En 2020, il est licencié après avoir quitté le territoire français au début de la période de confinement de la population, sans avoir prévenu son club.

## Palmarès

### En club
- Vainqueur du NPC en 2011

### En équipe nationale
- Vainqueur du Championnat du monde junior 2009
- Vainqueur du Rugby Championship en 2013

## Statistiques

### En équipe nationale
Au 29 septembre 2024, Tom Taylor compte 3 capes en équipe de Nouvelle-Zélande avec qui il inscrit 14 points. Il participe à une édition du Rugby Championship, en 2013.